# Thymoites minero
Thymoites minero är en spindelart som beskrevs av Roth 1992. Thymoites minero ingår i släktet Thymoites och familjen klotspindlar. Inga underarter finns listade i Catalogue of Life.